# Синклінорій

Синклінорій.

Синклінорій (рос. синклинорий, англ. synclinorium, нім. Synklinorium n) — складна форма складчастих дислокацій шарів земної кори, що являє собою пучок складок із загальним зануренням дзеркала складчастості (поверхні, дотичної до склепінь антикліналей) до осі пучка. Синклінорії — структура синклінального характеру, що виникає в рухливих ділянках земної кори внаслідок тривалого їх опускання. Синклінорії поширені в складчастих спорудах і утворюються, як правило, на місці геосинклінальних або орогенних (міжгірських) прогинів.
Чергуються з антикліноріями.